# Jean Collas
Jean Collas (Parigi, 3 luglio 1874 – Asnières-sur-Seine, 30 dicembre 1928) è stato un rugbista a 15 e tiratore di fune francese.

## Biografia
Ha partecipato alle Olimpiadi di Parigi del 1900 conquistando una medaglia d'oro nel rugby con la Union des Sociétés Français de Sports Athletiques ed una medaglia d'argento nel tiro alla fune con il Racing Club de France.

## Palmarès
In carriera ha conseguito i seguenti risultati:
- Giochi olimpici

Parigi 1900: oro nel rugby ed argento nel tiro alla fune.